# Enterprise Content Management
Enterprise Content Management (sl. upravljanje z elektronskimi poslovnimi vsebinami; angl. kratica ECM) je skupek strategij, postopkov in orodij, ki jih uporabljamo za zajem, upravljanje, shranjevanje, trajno hrambo in dostop do vsebin in dokumentov, povezanih z organizacijskimi procesi. Orodja in strategije ECM organizacijam omogočajo upravljanje z nestrukturiranimi informacijami, kjerkoli že so.

## Izvor definicije
Za opredelitev tega področja se običajno uporablja uradno tolmačenje, ki ga objavlja organizacija AIIM (Association for Information and Image Management). AIIM je mednarodna organizacija, ki omogoča dostop do izobraževanja, raziskav in najboljših praks in s tem pomaga organizacijam iskati, nadzorovati in optimirati njihove informacije. AIIM obstaja od leta 1943, takrat ustanovljena še kot združenje za mikrofilm. Je neodvisna in usmerjena v praktično uporabo. AIIM kot povezovalni člen predstavlja celotno panogo – tako uporabnike, izdelovalce tehnologij kot posrednike (implementatorje).
Opredelitev pomena kratice ECM se skozi čas spreminja, samo v zadnjih letih se je spremenila kar nekajkrat

## Pogoste zamenjave: dokumentni sistem, sistem za upravljanje vsebin
Za vsaj osnovno razumevanje vsebine pojma običajno zadostuje, da v pogovoru uporabimo pojem »dokumentacijski sistem« ali "dokumentni sistem", kar je sicer z vidika definicije napačno (preozko), je pa običajno bolj ilustrativno. Druga pogosta zamenjava je s pojmom »sistem za upravljanje (spletnih) vsebin« ali »upravljanje z vsebinami«, angleško »(Web) Content Management Sytem« (s kratico CMS), ki pa je zopet le ena izmed tehnologij v konceptu ECM. Prav tako iz definicije ni razvidno, da se ukvarjamo večinoma z elektronskimi dokumenti in vsebinami.

## Pregled
ECM sistem najpogosteje pokriva področja kot so:
| Shranjevanje       | Kje bomo shranjevali elektronske dokumente? Koliko nas stane njihovo shranjevanje (trajno)?                                              |
| Dostop             | Kako lahko uporabniki najdejo dokumente? Koliko nas stane njihovo iskanje (čas)? Kakšne tehnologije uporabljamo za dostop do dokumentov? |
| Razporejanje       | Kako bomo organizirali svoje dokumente? Kako bomo poskrbeli, da bodo ustrezno razporejeni in označeni?                                   |
| Varnost            | Kako se bomo zavarovali pred izgubo, poneverbo ali uničenjem dokumentov? Ali lahko poskrbimo za skrivanje zaupnih informacij?            |
| Arhiviranje        | Kako bomo poskrbeli za berljivost dokumentov v prihodnosti? Ali lahko zaščitimo arhiv pred ognjem, poplavo, naravnimi nesrečami?         |
| Časovna uporabnost | Koliko časa bom dokumente obdržali pred uničenjem? Kako jih varno uničimo po preteku uporabnosti?                                        |
| Distribucija       | Kako bomo dokumente dostavljali uporabnikom? Koliko nas stane distribucija dokumentov?                                                   |
| Delovni proces     | Če pri obdelavi posameznega dokumenta sodeluje več ljudi, po kakšnih pravilih bo dokument potoval med uporabniki?                        |
| Izdelava           | Če pri izdelavi posameznega dokumenta sodeluje več ljudi, kako bodo uporabniki sodelovali pri izdelavi?                                  |
| Avtentikacija      | Kako bomo poskrbeli za pravno veljavnost dokumentov in kako bomo zagotavljali njihovo avtentičnost?                                      |